# بانک ملی ساری
بانک ملی ساری مربوط به اوایل دوره پهلوی است و در ساری، میدان شهرداری واقع شده و این اثر در تاریخ ۳ بهمن ۱۳۷۹ با شمارهٔ ثبت ۳۰۳۱ به‌عنوان یکی از آثار ملی ایران به ثبت رسیده‌است.